# Royaume du Sud
Le royaume du Sud (en italien: Regno del Sud) est une locution utilisée dans les milieux historiques, journalistiques, non fictionnels et archivistiques pour désigner la période de continuité administrative légitime du royaume d'Italie pendant la Seconde Guerre mondiale, entre septembre 1943 et juin 1944 avec la libération de Rome,.
L'expression désigne l'entité politique formée après l'annonce de l'armistice de Cassibile et la fuite de Rome de Victor Emmanuel III et du gouvernement italien dirigé par Pietro Badoglio, et la réinstallation à Brindisi dans un territoire non occupé par les Allemands. Dans un état de souveraineté limité par les termes de l'armistice avec les forces alliées et par le fait qu'une grande partie du territoire italien est occupée par l'armée allemande, le gouvernement ne contrôle à cette époque que certaines parties de l'Italie du Sud et de la Sardaigne, et la Sicile seulement à partir de février 1944, étendant sa juridiction vers le Nord au fur et à mesure de l'avancée du front de guerre, le gouvernement militaire allié des territoires occupés, (en anglais Allied Military Government of Occupied Territories - AMGOT) cédant les zones occupées par les Alliés,,.

## Contexte historique

### Le débarquement en Sicile et la chute du fascisme
Après le débarquement des Alliés en Sicile, l'armistice de Cassibile, son annonce le 8 septembre et la fuite du roi de Rome, le gouvernement Badoglio, installé à Brindisi, maintient la structure constitutionnelle du Royaume d'Italie, en essayant de reconstruire l'administration de l'État, car presque tous les fonctionnaires et employés ministériels sont bloqués dans la capitale.
Le soir du 10 septembre, Vittorio Emanuele III annonce, dans un message enregistré diffusé par Radio Bari, les raisons qui l'ont poussé à quitter Rome,:

« Pour le bien suprême de la patrie, qui a toujours été ma première pensée et le but de ma vie, et dans l'intention d'éviter de plus grandes souffrances et de plus grands sacrifices, j'ai autorisé la demande d'armistice. Italiens, pour le salut de la Capitale et pour pouvoir remplir pleinement mes devoirs de Roi, avec le Gouvernement et les Autorités militaires, je me suis déplacé en un autre point du sol national sacré et libre. Les Italiens ! Je compte sur vous pour chaque événement, tout comme vous pouvez compter sur votre Roi jusqu'au sacrifice ultime. Que Dieu assiste l'Italie en cette heure grave de son histoire. »

— Vittorio Emanuele III à Radio Bari, 10 septembre 1943.
Pour les Alliés, il était nécessaire que dans l'Italie libérée il y ait un gouvernement capable d'exercer un pouvoir légitime pour s'opposer à celui de la République sociale italienne établie à Salò. C'est pourquoi, dès le 19 septembre, les provinces apuliennes de Bari, Brindisi, Lecce et Tarente et la Sardaigne ne sont pas placées sous le contrôle de l'Administration militaire alliée des territoires occupés (AMGOT), mais reconnues comme indépendantes et confiées au gouvernement de Badoglio, bien que sous le strict contrôle de la Commission de contrôle alliée.
L'un des premiers actes du gouvernement installé à Brindisi fut la signature de l'armistice long, complété par l'armistice court signé à Cassibile le 3 septembre. Tout en rendant exécutoire le principe de la capitulation inconditionnelle, les Alliés s'engagent à en assouplir les conditions en fonction de l'aide que l'Italie apportera dans la lutte contre les nazis.
Le 13 octobre, le gouvernement déclare la guerre à l'Allemagne. Politiquement, cette déclaration est très importante, car elle place l'Italie au sein des forces alliées, bien qu'avec le statut de co-belligérant. À partir de ce moment, le gouvernement italien commence lentement à gagner en autonomie. À ce stade précoce, seules la Sardaigne et les provinces des Pouilles étaient sous contrôle gouvernemental, tandis que le reste du territoire libéré restait sous le contrôle de l'administration militaire alliée.

### Le transfert du gouvernement à Salerne
Le 11 février 1944, les Alliés transfèrent au gouvernement italien la juridiction sur la Sicile, qui est sous administration militaire alliée depuis juillet 1943, et sur les provinces du sud de l'Italie déjà occupées et celles qui sont progressivement libérées. La compétence de l'AMGOT était donc réduite à Naples, aux zones proches du front et à celles présentant un intérêt militaire particulier.
Toujours en février 1944, le gouvernement s'installe à Salerne, qui devient ainsi la deuxième capitale provisoire de l'Italie. Le soi-disant tournant de Salerne (en italien: svolta di Salerno) permet de trouver un compromis entre les partis antifascistes, la monarchie et le maréchal Badoglio, qui permet de former un gouvernement d'union nationale avec la participation de toutes les forces politiques présentes dans le Comité de libération nationale (en italien: Comitato di Liberazione Nazionale - CLN), en mettant temporairement de côté les désaccords politiques et institutionnels apparus après la chute du fascisme. Le 22 avril 1944, le deuxième gouvernement Badoglio entre donc en fonction, soutenu politiquement par une coalition des partis italiens nouvellement reconstitués,.

### Le retour de Victor Emmanuel III à Rome et la Lieutenance
Rome est libérée le 4 juin 1944 et le lendemain, Vittorio Emanuele III nomme son fils Umberto lieutenant du royaume et se retire dans la vie privée. Umberto prend ses fonctions au palais du Quirinal et, sur proposition du CLN, confie la tâche de former le nouveau gouvernement à Ivanoe Bonomi, un leader politique âgé qui avait déjà été Premier ministre avant l'avènement du fascisme,,. Le nouveau gouvernement est donc installé en juillet dans la capitale.

## L'utilisation du terme et le débat historiographique
L'expression « Royaume du Sud » a souvent été utilisée en opposition à la « République de Salò », la République sociale italienne autoproclamée, dirigée par Benito Mussolini et reconnue par l'Allemagne nazie, qui contrôlait la partie du territoire italien sous occupation militaire allemande pendant la même période,,,.
Selon certains historiens, l'expression est utilisée à mauvais escient, tant pour la comparaison avec Salò que parce que le "royaume" n'est pas considéré comme une entité à part entière, mais comme une continuation du Royaume d'Italie.
Une première utilisation de l'expression est attribuée à l'économiste Agostino degli Espinosa, à l'époque des faits attaché de presse du gouvernement de Brindisi, qui publia en 1946 un essai intitulé précisément "Regno del Sud" ("Le Royaume du Sud"), avec lequel l'auteur entendait faire connaître "une première tentative de chronique des événements dans lesquels s'est exprimée la vie politique de l'Italie libérée entre le 10 septembre 1943 et le 5 juin 1945",.
Dans certains cas, « Royaume du Sud » a été utilisé avec une valence politique, pour identifier la discontinuité entre la période fasciste et la naissance des premiers gouvernements démocratiques après la guerre,.
Dans l'historiographie, la locution est également utilisée pour identifier largement la période allant jusqu'à 1945 et la fin de la guerre, c'est-à-dire jusqu'à ce que l'Italie soit encore divisée et que le gouvernement italien, qui s'est rétabli à Rome, ne contrôle pas totalement le territoire et les autorités locales, la police et l'armée. Dans cette situation, les actes administratifs, militaires et politiques et la documentation y afférente étaient répartis entre ceux gérés par le gouvernement à Rome, la République sociale italienne, les forces partisanes et les armées sur le terrain.
Dans les polémiques politiques, historiques et journalistiques sur les événements qui ont suivi l'armistice, le « Royaume du Sud » est souvent qualifié d'État fantoche sans réelle autonomie sous la dépendance directe des Alliés, à l'instar du jugement porté sur la République de Salò en tant qu'émanation sans autonomie de l'Allemagne nazie,,. En ce sens, le « Royaume du Sud »  est indiqué, ex post, comme le véritable continuateur de l'État italien d'un point de vue juridique, par opposition à la République sociale italienne, en vertu de l'issue du conflit. En outre, l'action du gouvernement et des fonctionnaires établis à Brindisi est également considérée comme une tentative de retour à la situation politique et constitutionnelle pré-fasciste, en référence au régime monarchique parlementaire libéral qui a pris fin avec la Marche sur Rome en 1922.